# Metropolie San Francisco
Metropolie San Francisco je jedna z metropolií americké archiepiskopie Konstantinopolského patriarchátu.

## Historie a území
Roku 1922 byla zřízena eparchie San Francisco, která byla zrušena roku 1930. Na místo eparchie byl vytvořen vikariát.
Dne 7. června 1979 byl vikariát přeměněn na samostatnou eparchii.
V září 2002 byla eparchie povýšena na metropolii.
Zahrnuje státy Kalifornie, Aljaška, Arizona, Washington, Havaj, Nevada a Oregon.

## Seznam biskupů a metropolitů

### Eparchie San Francisco
- - 1923–1927 Filaretos (Ioannidis) dočasný správce
- 1927–1930 Kallistos (Papageorgapoulos)

### Vikariát San Francisco
- 1930–1940 Kallistos (Papageorgapoulos)
- 1941–1944 Eirinaios (Tsourounakis)

### Čtvrtý arcibiskupský okruh
- 1950–1955 Athenagoras (Kokkinakis)
- 1955–1968 Dimitrios (Makris)
- 1968–1979 Meletios (Tripodakis)

### Eparchie San Francisco
- 1979–2002 Antonios (Georgiannakis)

### Metropolie San Francisco
- 2002–2004 Antonios (Georgiannakis)
- od 2005 Gerasimos (Michaleas)